# Flaga Mandżukuo
Flaga Mandżukuo (chiń. trad. 滿洲國國旗) – oficjalna flaga używana w latach 1932–1945 w marionetkowym projapońskim Cesarstwie Mandżukuo. 
Nawiązywała ona do obowiązującej w latach 1912–1928 flagi Republiki Chińskiej zwanej Flagą Pięciu Zjednoczonych Ras, która przedstawiała pięć poziomych pasów w różnych kolorach. Każdy kolor oznaczał inną grupę etniczną Chin: Chińczyków reprezentował kolor czerwony, Mandżurów żółty, Mongołów niebieski, Hui biały, a Tybetańczyków czarny. 
Tłem flagi Cesarstwa Mandżukuo jest kolor żółty, symbolizujący dominację Mandżurów, a w lewym górnym rogu flagi znajdują się barwy Hanów, Mongołów, Hui oraz – zamiast Tybetańczyków, którzy nie byli obecni na terenie Mandżurii – Koreańczyków (kolor czarny).